# Saint-Germain-la-Montagne
Saint-Germain-la-Montagne település Franciaországban, Loire megyében. Lakosainak száma 215 fő (2022. január 1.). Saint-Germain-la-Montagne Saint-Clément-de-Vers, Propières, Chauffailles, Azolette, Belleroche és Belmont-de-la-Loire községekkel határos.

## Népesség
A település népessége az elmúlt években az alábbi módon változott:
| Lakosok száma | 283  | 214  | 212  | 201  | 239  | 244  | 240  | 230  | 225  | 215  |
|               | 1968 | 1982 | 1990 | 2006 | 2013 | 2015 | 2017 | 2019 | 2020 | 2022 |